# 荘司としお
荘司 としお（しょうじ としお、1941年1月25日 - ）は、日本の漫画家。

## 略歴
長崎県出身。
中学生の頃から漫画を描き始める。中学卒業後、昼は炭坑で働き、夜に漫画を描く生活を送る。
1960年、集英社の『おもしろブック』主催の漫画コンテストで『怪傑白マント』が佳作入選。その後上京し、貝塚ひろしのアシスタントをしながら投稿を始める。1962年頃から漫画家として活動。代表作『サイクル野郎』が1971年から1979年まで『少年キング』で長期連載された。片山右京は小学校高学年から中学時代に「サイクル野郎」の愛読者であり、大きく影響を受け自転車で日本一周を試みたと思い出を語っている。
2019年現在、執筆作品が確認できず引退状態である。

## 主な作品
- ちかいのA（小学三年生連載）[3]
- サイクル野郎 （少年キング連載）
- 夕やけ番長・梶原一騎＝原作 （冒険王連載）
- 雲をけとばせ！・真樹日佐夫＝原作 （週刊少年チャンピオン連載）
- うなれ熱球・相良俊輔＝原作（ぼくら初連載）
- 天下太郎（ぼくら連載）[4]
- おれはカミカゼ（少年ジャンプ連載）

元特攻隊員の警察官を父にもつ中学生の少年を主人公とした作品。父の正義感による行動が原因で転勤（漁村、利根川上流の山村、北海道）を繰り返すことになる。
- 勝つまで泣くな！（少年ジャンプ→別冊少年ジャンプ連載）
- 熱血モーレツ記者（「猪突猛進記者」改題）・梶原一騎＝原作（公明新聞日曜版連載）
- 剣は道なり・梶原一騎＝原作 （週刊少年チャンピオン連載）
- 魔のタイトル戦・真樹日佐夫＝原作 （週刊少年マガジン連載）
- 虹の戦闘隊（週刊少年サンデー連載）
- 魔球の王者・高原弘吉＝原作 （少年キング連載）
- ピストン牛若（少年画報連載）
- 忍者投手Ｘ（少年画報連載）
- リカオン（月刊スポコミ連載）
- チャレンジくん

日本国有鉄道の旅行キャンペーン「いい旅チャレンジ20,000km」で鉄道旅行をする少年を主人公とした作品。キヨスクの子会社弘済出版社（当時）から発行された一種のキャンペーン漫画だが、題材的には『サイクル野郎』と共通項が多い。
- ライダーJ（ジュン）

二輪雑誌に連載された「バイクで日本一周ツーリング」の物語。『サイクル野郎』『チャレンジ君』に続く「日本一周旅マンガ」である。
- スカウトもりもりコミック（ボーイスカウト日本連盟発行：初版　平成9年7月28日）

ボーイスカウトのスキル（手旗信号や地図読み、ハイキングなど）を分かりやすく漫画で解説。

## 師匠
- 貝塚ひろし

## アシスタント
- 眉月はるな

## 関連書籍
- いきなり最終回 PART1（1990年 JICC出版局） - 『夕やけ番長』の最終回を掲載。荘司のコメントもあり。